# Matt Shoemaker
Matthew David Shoemaker (ur. 27 września 1986) – amerykański baseballista, występujący na pozycji miotacza w Los Angeles Angels of Anaheim.

## Przebieg kariery
Shoemaker studiował na Eastern Michigan University, gdzie w latach 2006–2008 grał w drużynie uniwersyteckiej Eastern Michigan Eagles. W 2007 ustanowił rekord uczelni zaliczając 14 save'ów w sezonie. W czerwcu 2008 nie został wybrany w drafcie i 14 sierpnia 2008 podpisał kontrakt jako wolny agent z Los Angeles Angels of Anaheim. Zawodową karierę rozpoczął od występów w AZL Angels (poziom Rookie), następnie w 2009 grał w Cedar Rapids Kernels (Class A) i Rancho Cucamonga Quakes (Class A Advanced).
Sezon 2010 rozpoczął od występów w Quakes, a w lipcu został przesunięty do Salt Lake Bees z (Triple-A). W 2011 podczas gry w Arkansas Travelers (Double-A) wystąpił w Texas League All-Star Game, a także otrzymał powołanie do reprezentacji Stanów Zjednoczonych na mistrzostwa świata i igrzyska panamerykańskie, na których zdobył srebrny medal. W 2012 i 2013 grał w Salt Lake Bees.
16 września 2013 otrzymał powołanie do 40-osobowego składu Los Angeles Angels of Anaheim i cztery dni później zadebiutował w Major League Baseball w meczu przeciwko Seattle Mariners, w którym rozegrał 5 zmian, zaliczył 5 strikeoutów, oddał 2 uderzenia i 2 bazy za darmo. Pierwsze zwycięstwo zanotował 13 maja 2014 w spotkaniu z Philadelphia Phillies.
W sierpniu 2014 osiągnął bilans W-L 6–1 przy wskaźniku ERA 1,31, zaliczył 38 strikeoutów i został wybrany najlepszym debiutantem i najlepszym miotaczem miesiąca w American League. W głosowaniu do nagrody AL Rookie of the Year Award zajął 2. miejsce za José Abreu z Chicago White Sox. W listopadzie 2014 wziął udział w MLB Japan All-Star Series, a w jednym ze spotkań zanotował zwycięstwo.